# Olios ensiger
Olios ensiger är en spindelart som först beskrevs av F. O. Pickard-Cambridge 1900.  Olios ensiger ingår i släktet Olios och familjen jättekrabbspindlar. Inga underarter finns listade i Catalogue of Life.